# Liste der Landschaftsschutzgebiete in Deutschland

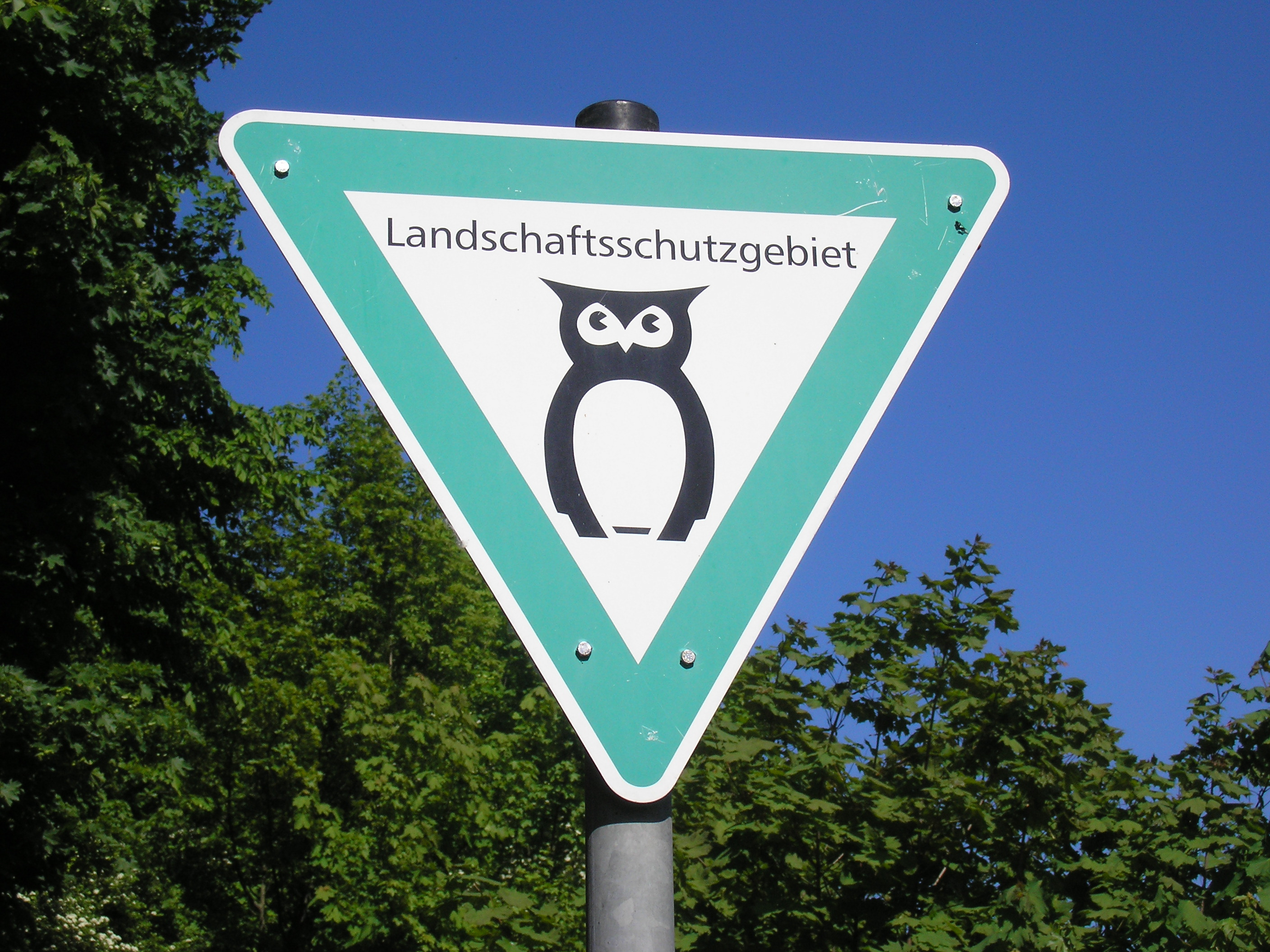
Schild in Niedersachsen, 2011

Die Liste der Landschaftsschutzgebiete in Deutschland führt die Landschaftsschutzgebiete in Deutschland auf. Sie ist nach Bundesländern unterteilt.
Landschaftsschutzgebiete sind eine Kategorie von Schutzgebieten im Natur- und Landschaftsschutz des Naturschutzrechts (Bundesnaturschutzgesetz, Landesrecht). Die Ausweisung von Schutzgebieten ist ein Instrument des Landschaftsschutzes.

## Liste
- Liste der Landschaftsschutzgebiete in Baden-Württemberg
- Liste der Landschaftsschutzgebiete in Bayern
- Liste der Landschaftsschutzgebiete in Berlin
- Liste der Landschaftsschutzgebiete in Brandenburg
- Liste der Landschaftsschutzgebiete in der Freien Hansestadt Bremen
- Liste der Landschaftsschutzgebiete in Hamburg
- Liste der Landschaftsschutzgebiete in Hessen
- Liste der Landschaftsschutzgebiete in Mecklenburg-Vorpommern
- Liste der Landschaftsschutzgebiete in Niedersachsen
- Liste der Landschaftsschutzgebiete in Nordrhein-Westfalen
- Liste der Landschaftsschutzgebiete in Rheinland-Pfalz
- Liste der Landschaftsschutzgebiete im Saarland
- Liste der Landschaftsschutzgebiete in Sachsen
- Liste der Landschaftsschutzgebiete in Sachsen-Anhalt
- Liste der Landschaftsschutzgebiete in Schleswig-Holstein
- Liste der Landschaftsschutzgebiete in Thüringen